# Twick.it
Twick.it (acrónimo de Twitter y Wikipedia, con el sufijo .it empleado a modo de imperativo en inglés) fue un glosario virtual que constaba de textos de hasta 140 caracteres. Los usuarios podían generar definiciones que eran calificadas con los votos de «estoy de acuerdo» y «no estoy de acuerdo». Twick.it, desarrollado en Alemania, fue clasificado como plataforma de aprendizaje por su propia comunidad. La limitación de las entradas de texto (llamadas "twicks"), de hasta 140 caracteres, estaba adaptada a la de Twitter, y la idea de generar artículos por los usuarios se había prestado de Wikipedia (con la diferencia de que las entradas hechas por un usuario no podían ser modificadas por otros). El contenido está disponible bajo la licencia Creative Commons "CC-BY."
El proyecto, desarrollado por Markus Möller y Sean Andrew Kollak, fue lanzado en noviembre de 2009 en versión beta y presentado en la feria CeBIT en 2010, habiendo recibido publicidad en los medios de comunicación desde finales de 2009. En su primer año, Twick.it ganó el segundo Premio a los Medios de Comunicación Sociales de Alemania.
Para octubre de 2011, alrededor de 18.000 artículos, principalmente en alemán, habían sido creados a través de la aplicación.
En junio de 2012 los propietarios de Twick.it anunciaron su discontinuación para agosto de ese año, debido al poco interés en la plataforma digital por parte de los usuarios.

## Tecnología
Como muchas otras herramientas de esta índole, la plataforma fue creada en PHP, usando MySQL como sistema de gestión de bases de datos. El frontend fue desarrollado en JavaScript, utilizando en los últimos meses la recién estrenada biblioteca Script.aculo.us. El acceso de aplicaciones externas a las entradas de Twick.it se hizo posible a través de una API REST abierta.

## Detalles
Twick.it difería de otras enciclopedias virtuales por lo cortos que eran sus artículos y por el hecho de que podía haber más de un artículo sobre un mismo tema. Un sistema de puntuación, accesible y editable por todos los usuarios registrados, conformaba el orden de calificación, en el cual los artículos más prometedores iban a la cabeza, mientras que los calificados por la comunidad como incorrectos o incompletos aparecían más abajo, con los irrelevantes cerrando la calificación.